# Underet
Underet (Noors voor Wonder) is een compositie van Johan Kvandal. Johan Kvandal schreef het voor het koor Bergen domkantori van de Bergen domkirke. Kvandal zette muziek onder de tekst van Arnold Eidslott. Er werden twee verseis geschreven, één in het Noors, de ander in het Engels (vertaling: Leland B. Sateren)
Kvandal schreef het voor gemengd koor met sopraan-, alt-, tenor- en baritonstem (SATB).
Het werk kent drie delen:
1. Krusifikset blør,
2. Josef av Arimateas klage
3. Den tomme grav.

De Bergen domkantori zongen het op een muziekfestival in Bergen op 1 juni 1986 onder leiding van kantor Magnar Mangersnes. Ze namen het toen op voor een niet commerciële opname, later volgde via Bergen Digital een commerciële uitgave.